# Línea 41 (Córdoba)
La Línea 41 es una línea de transporte urbano de pasajeros de la ciudad de Córdoba, Argentina. El servicio está actualmente operado por la empresa Coniferal.
Anteriormente el servicio de la línea 41 era denominada R1 desde 2002 por T.A.M.S.E., hasta que el 1 de marzo de 2014, por la implementación del nuevo sistema de transporte público, TAMSE deja de operar los colectivos y la R1 se fusiona como 41 y operada por la empresa Aucor, más tarde, Aucor deja de existir y paso a manos de ERSA Urbano donde opera hasta el 5 de julio de 2024 cuando la empresa Coniferal se hizo cargo de esta línea.

## Recorrido
Desde barrio Guiñazú a Ciudad Universitaria.
 Servicio diurno.
- Ida: Desde Ruta 9 Norte y del Kultrum – por ésta – Ibar Segura Funes – El Mangrullo – Av. Juan B. Justo – Tte. Luis Candelaria – Aarón de Anchorena – Horacio Anasagasti – Av. Juan B. Justo – Calderón de la Barca – Tucumán – Isabel La Católica – Gral. Paz – José Baigorri – Gianelli – Gino Galeotti – Av. Eduardo Bulnes – Félix Frías – Cochabamba – Av. Juan B. Justo – Bajada General Carlos María de Alverar – Puente Alvear – Gral. Alvear – Domingo F. Sarmiento – Humberto 1° – Av. Gral. Paz – Av. Vélez Sarsfield – Av. Hipólito Yrigoyen – Rotonda Plaza España – Av. Hipólito Yrigoyen – Bv. Enrique Barros – Av. Los Nogales – Bv. de la Reforma – Av. Haya de La Torre – Av. Medina Allende – Maestro Marcelo López hasta Cruz Roja Argentina

- Regreso: De De la Industria – Maestro Marcelo López – Haya de La Torre – Bv. De la Reforma – Los Nogales – Av. Concepción Arenal – Túnel Plaza España – Bv. Chacabuco – Av. Maipú – Puente Maipú – Fray Mamerto Esquiú – Av. Juan B. Justo – Rotonda Alfonsina Storni – Av. Juan B. Justo hasta Del Kultrum.[1]